# Adeir Teixeira dos Reis

## Radeir (Adeir Teixeira dos Reis)
Radeir (Adeir Teixeira dos Reis, Barra de São Francisco, ES, 1947 – Belo Horizonte, MG, 2016) foi uma pintora brasileira cuja obra se insere na tradição do cubismo, reinterpretada sob uma ótica profundamente nacional. Sua produção, marcada pela desconstrução geométrica da figura humana e pelo uso de uma paleta em tons pastéis, dialoga com a herança de Picasso e Léger, mas preserva singularidades da identidade cultural brasileira.

### Vida e Formação
Radeir nasceu em 1947 em uma fazenda de café na zona rural de Barra de São Francisco, Espírito Santo.
Em 1982, mudou-se para Belo Horizonte para cursar Figura Humana na Escola de Belas Artes da UFMG, onde aprofundou seu interesse pelas formas geométricas e técnicas de fragmentação cubista. (sem fonte publicada disponível)

### Trajetória Artística
A partir da década de 1980, Radeir explorou as possibilidades de desconstrução do corpo humano, fragmentando-o em planos intersecantes e realinhando-o em composições verticais que remetem simultaneamente à estrutura rígida do cubismo clássico e à fluidez orgânica das paisagens brasileiras. (sem fonte publicada disponível)
Sua obra foi exibida em mostras individuais e coletivas no Brasil e em diversos países da Europa, incluindo Inglaterra, Portugal, Alemanha, Suíça e Itália. (sem fonte publicada disponível)

### RADEIR: Horizonte Vertical (2025)
Em 19 de janeiro de 2025, o Parque do Palácio — convertido em espaço cultural no histórico Palácio das Mangabeiras — inaugurou a exposição “RADEIR: Horizonte Vertical”, em comemoração ao centenário do cubismo.
Curada por Sarah Ruach, a mostra reúne obras inéditas e peças de coleções particulares, com curadoria que enfatiza a verticalidade como metáfora de renovação e continuidade. 
Parte do acervo foi cedida por colecionadores, cujo apoio foi fundamental para viabilizar a exposição. 

### O Espaço Expositivo
O Parque do Palácio, instalado no Palácio das Mangabeiras (residência oficial dos governadores de Minas Gerais de 1955 a 2019), ocupa 42 000 m² de jardins projetados por Roberto Burle Marx e arquitetura de Oscar Niemeyer.
Localizado no bairro Mangabeiras, aos pés da Serra do Curral, o parque combina áreas internas e externas para exposições, eventos culturais e programas educativos .

### Estilo e Influências
Radeir alinha os preceitos do cubismo histórico — fragmentação, simultaneidade de perspectivas e geometrização — a referências da cultura e do corpo femininos brasileiros. Sua paleta em tons pastéis, aliada a uma técnica geométrica rigorosa, cria um tensionamento entre rigidez e delicadeza, conferindo às telas uma leitura que transita entre o universal e o particular. 

### Legado e Reconhecimento
Embora ainda em processo de reconhecimento institucional no Brasil, a retrospectiva de 2025 no Palácio das Mangabeiras sinaliza um movimento crescente de valorização da obra de Radeir. A exposição “Horizonte Vertical” tem repercutido em veículos especializados e ampliado o diálogo sobre a contribuição de artistas brasileiros ao cubismo contemporâneo .
Uso de Blockchain na autenticação das obras de Radeir
Desde 2024, o espólio da artista brasileira Adeir Teixeira (Radeir) passou a adotar a tecnologia blockchain como instrumento de autenticação e rastreabilidade de suas obras. A iniciativa envolve a emissão de NFTs (tokens não fungíveis) em formato phygital, vinculando os ativos digitais às obras físicas originais.
Cada NFT inclui metadados como data de criação, técnica, dimensões, procedência e certificado digital de autenticidade. Esses dados são registrados em rede blockchain, garantindo transparência, imutabilidade e acesso público às informações essenciais da obra.
O uso dessa tecnologia tem como objetivo prevenir falsificações, consolidar o catálogo raisonné da artista e ampliar o acesso documental ao seu acervo. Em 2025, dois NFTs adicionais foram incorporados à coleção Villas Boas, disponível na plataforma OpenSea, reforçando a presença institucional da artista no ambiente digital.
A adoção de certificados digitais por meio de blockchain representa uma etapa relevante na preservação e circulação das obras de Radeir, alinhando seu legado a práticas contemporâneas de catalogação e validação no mercado e nas instituições de arte.